# León Levi David
David León Levy (Kingston, Jamaica) fue cónsul británico en el territorio de Ríohacha (Península de la Guajira). 
Alrededor del año 1819 fue oficial de la Legión Británica de Bolívar (Batallón de Cazadores Británicos), condecorado con la orden «Busto del Libertador» recibida de manos del Libertador Simón Bolívar y con la orden «Ayacucho» recibida de manos del General José Antonio Páez. 
Fue cónsul de Venezuela en Santo Domingo y obtuvo el título de Sir otorgado por la corte británica. Contrajo matrimonio dos veces; la primera vez con Abigail De Sola, con quien tuvo un hijo. Tras haber enviudado, tuvo ocho hijos con Esther García.
- Datos: Q5974600